# Mederdra
Mederdra este o comună din departamentul Mederdra, Regiunea Trarza, Mauritania, cu o populație de 6.858 locuitori.

## Personalități născute aici
- Malouma Menta El Meidah (cunoscută ca Malouma, n. 1960), cântăreață.